# Cerdon (Ain)
Cerdon egy település Franciaországban, Ain megyében. Lakosainak száma 755 fő (2022. január 1.). Cerdon Boyeux-Saint-Jérôme, Corlier, Izenave, Labalme, Mérignat, Poncin, Saint-Alban és Vieu-d’Izenave községekkel határos.

## Népesség
A település népességének változása:
| Lakosok száma | 724  | 647  | 672  | 766  | 741  | 785  | 783  | 775  | 771  | 755  |
|               | 1968 | 1982 | 1990 | 2006 | 2011 | 2016 | 2017 | 2019 | 2020 | 2022 |